# Ядзіма Сін'я
Сін'я Ядзіма (яп. 矢島 慎也, нар. 18 січня 1994, Сайтама) — японський футболіст, півзахисник клубу «Урава Ред Даймондс».
Виступав, зокрема, за клуби «Урава Ред Даймондс» та «Фаджіано Окаяма», а також олімпійську збірну Японії.

## Клубна кар'єра
У дорослому футболі дебютував 2012 року виступами за команду клубу «Урава Ред Даймондс», в якій провів два сезони, взявши участь у 12 матчах чемпіонату. 
Сезон  2015/16 провів на правах оренди в складі клубу «Фаджіано Окаяма». Більшість часу, проведеного у складі «Фаджіано Окаяма», був основним гравцем команди.
До складу клубу «Урава Ред Даймондс» приєднався 2017 року. Відтоді встиг відіграти за команду з міста Сайтама 1 матч в національному чемпіонаті.

## Виступи за збірні
Протягом 2014–2016 років залучався до складу молодіжної збірної Японії. На молодіжному рівні зіграв у 12 офіційних матчах, забив 2 голи.
2016 року захищав кольори олімпійської збірної Японії. У складі цієї команди провів 3 матчі, забив 1 гол. У складі збірної — учасник футбольного турніру на Олімпійських іграх 2016 року у Ріо-де-Жанейро.

## Титули і досягнення
- Переможець Ліги чемпіонів АФК: 2017
- Переможець Кубка банку Суруга: 2017

Збірні
- Чемпіон Азії (U-23): 2016